# Antilopen Gang
Antilopen Gang est un groupe de hip-hop allemand, originaire de Düsseldorf et Aix-la-Chapelle,.

## Biographie
Avant d'établir le concept d'Antilopen Gang, Koljah, Panik Panzer et Danger Dan font du gangsta rap parodique sous le nom de Caught in the Crack. Panik Panzer est Brrrakkk Spencer, Koljah Johnny Volldepp et Danger Dan Dan Juan de Marcos. Des membres du collectif Anti Alles Aktion font des actions notamment NMZS aka Young Geezus.
Antilopen Gang est formé en 2009 avec Koljah, Panik Panzer, Danger Dan et NMZS. Le premier album Spastik Desaster parait peu après en téléchargement libre. Le titre Fick die Uni est remarqué. Les membres continuent leurs projets solos et collaborent ensemble. Le groupe fait une tournée en Allemagne. NMZS meurt en mars 2013. Les autres membres sortent son album solo, Der Ekelhafte, de façon posthume. En 2014, Antilopen Gang signe avec JKP, le label de Die Toten Hosen. L'album Aversion paraît le 7 novembre, il est dédié à NMZS.
En 2015, le groupe remporte le New Music Award,. Antilopen Gang, Bela B. et Slime collaborent à la Parteilied.
En 2017, Antilopen Gang sort l'album Anarchie und alltag, l'arrangement punk rock de douze anciennes chansons, ainsi qu'un album bonus Atombombe auf Deutschland où sont invités les membres importantes de la scène punk rock allemande,,. Anarchie und Alltag est numéro un des ventes,,.
Le quatrième album Abbruch Abbruch paraît le 24 janvier 2020. Pas même sept mois plus tard, le 21 août 2020, c'est le cinquième album Adrenochrom, un album créé spontanément pendant le confinement et sorti sans préavis, sans promotion et en tant que sortie purement numérique.

## Discographie

### Albums studio
- 2014 : Aversion
- 2015 : Abwasser
- 2017 : Anarchie und Alltag
- 2020 : Abbruch Abbruch
- 2020 : Adrenochrom

### Singles
- 2014 : Vorurteile Pt. II (Fatoni feat. Antilopen Gang & Juse Ju)
- 2014 : Der goldene Presslufthammer
- 2014 : Outlaws
- 2014 : Beate Zschäpe hört U2
- 2015 : Verliebt
- 2015 : Enkeltrick
- 2016 : Das Trojanische Pferd
- 2017 : Pizza